# Далькемпер, Эбби
Эбигейл Линн Далькемпер (англ. Abigail Lynn Dahlkemper; род. 13 мая 1993, Ланкастер, Пенсильвания) — американская футболистка, защитница клуба «Бэй» и сборной США по футболу. Чемпионка мира 2019 года, чемпионка Национальной женской футбольной лиги с клубами «Уэстерн Нью-Йорк Флэш» (2016) и «Норт Каролина Кураж» (2018, 2019).

## Карьера

### Студенческая
С 2011 по 2014 годы играла за «УКЛА Брюинз», в составе которого в 2013 году стала чемпионкой NCAA.

### Клубная
В январе 2013 года подписала контракт с «Пали Блюз», в составе которой выиграла Западную конференцию и национальный чемпионат W-League.
В январе 2015 года была выбрана на драфте Национальной женской футбольной лиги под 3-ым номером клубом «Уэстерн Нью-Йорк Флэш». Она играла за «Флэш» до октября 2015 года, пока её не отдали в аренду в австралийскую команду "Аделаида Юнайтед», где она играла до конца сезона.
Вернувшись их аренды, в составе «Флэш» она стала чемпионкой NWSL после победой её команды над «Вашингтон Спирит» в серии пенальти со счётом 3-2; Далькемпер в серии пенальти реализовала один их ударов. В январе 2017 года клуб сменил название и стал называться "Норт Каролина Кураж». В последующие годы в составе «Кураж», в том числе и благодаря успешной игре в защите в 2018 и 2019 годах выиграла два чемпионских титула подряд.
16 января 2021 года перешла в английский «Манчестер Сити», подписав с «горожанками» контракт на два с половиной года. Сыграв в общей сумме 12 игр за «Сити», спустя семь месяцев в августе 2021 года было объявлено, что она покинет команду, в составе которой заняла второе место а Чемпионате Англии.
29 августа 2021 года вернулась в США и перешла в клуб "Хьюстон Дэш», в составе которого сыграла 8 матчей.
22 ноября 2021 года стала первой футболисткой, которая подписала контракт с клубом-дебютантом лиги "Сан-Диего Уэйв».

### Международная

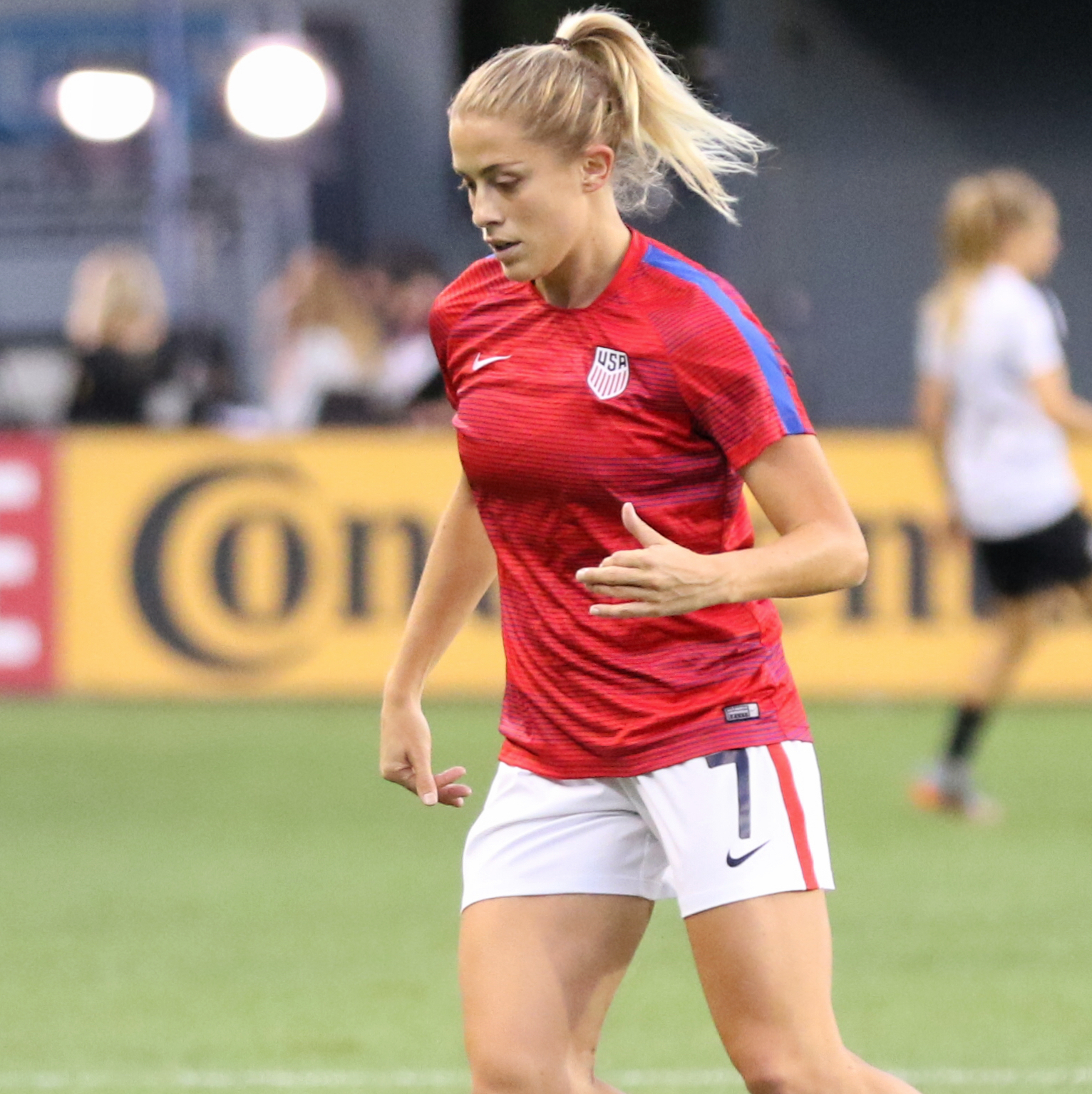
Далькемпер в игре за сборную США

На ранних этапах международной карьеры вызывалась и играла за американские сборные разного возраста, включая также и олимпийскую (до 23 лет), с которой два раза подряд в 2013 и 2014 годах выиграла Турнир четырёх наций.
В мае 2019 года вошла в состав сборной США по футболу для участия в чемпионате мира. На турнире она стала основным центральным защитником, сыграв во всех матчах, а американки стали чемпионками мира.
В составе американской сборной летом 2021 года играла на Олимпийских играх, на которых американки завоевали бронзовые медали.

## Личная жизнь
В декабре 2016 года было объявлено о её заболевании сепсисом, из-за чего он не играла в футбол до июня 2017 года, когда было объявлено о её выздоровлении.
5 января 2021 года вышла замуж за футболиста Аарона Шенфельда (род. 1990), с которым начала встречаться в мае 2019 года.